# Monumento a Mario Cavajal Borrero
El monumento a Mario Carvajal Borrero se encuentra ubicado en la Universidad del Valle sede Meléndez al interior de la biblioteca central de la institución.
- Datos: Q40803384